# Lista standardów jazzowych
Poniższy artykuł obejmuje listę standardów jazzowych zawartych w publikacji The Jazz Standards: A Guide to the Repertoire.

## Lista standardów jazzowych
- After You've Gone (1918)
- Ain’t Misbehavin’ (1929)
- Airegin (1954)
- Alfie (1966)
- All Blues (1959)
- All of Me (1931)
- All of You (1954)
- All the Things You Are (1939)
- Alone Together (1932)
- Angel Eyes (1946)
- April in Paris (1932)
- Autumn in New York (1934)
- Autumn Leaves (1945)
- Bags’ Groove (1952)
- Basin Street Blues (1928)
- Beale Street Blues (1917)
- Bemsha Swing (1952)
- Billie's Bounce (1945)
- Blue Bossa (1963)
- Blue in Green (1959)
- Blue Monk (1954)
- Blue Moon (1934)
- Blue Rondo à la Turk (1959)
- Blue Skies (1926)
- Bluesette (1961)
- Body and Soul (1930)
- But Beautiful (1947)
- But Not For Me (1930)
- Bye Bye Blackbird (1924)
- C Jam Blues (1941)
- Cantaloupe Island (1964)
- Caravan (1936)
- Chelsea Bridge (1941)
- Cherokee (1938)
- A Child Is Born (1969)
- Come Rain or Come Shine (1946)
- Come Sunday (1943)
- Con Alma (1954)
- Confirmation (1945)
- Corcovado (1965)
- Cotton Tail (1940)
- Darn That Dream (1939)
- Days of Wine and Roses (1962)
- Desafinado (1959)
- Dinah (1925)
- Django (1954)
- Do Nothing till You Hear from Me (1940)
- Do You Know What It Means to Miss New Orleans? (1947)
- Donna Lee (1947)
- Don't Blame Me (1932)
- Don't Get Around Much Anymore (1940)
- East of the Sun (and West of the Moon) (1936)
- Easy Living (1937)
- Easy to Love (1934)
- Embraceable You (1928)
- Emily (1964)
- Epistrophy (1941)
- Everything Happens to Me (1957)
- Evidence (1948)
- Ev’ry Time We Say Goodbye (1944)
- Exactly Like You (1930)
- Falling in Love with Love (1938)
- Fascinating Rhythm (1926)
- Fly Me to the Moon (1954)
- A Foggy Day (1937)
- Footprints (1967)
- Four Brothers (1947)
- Gee, Baby, Ain't I Good to You (1929)
- Georgia on My Mind (1930)
- Ghost of a Chance (1932)
- Giant Steps (1959)
- The Girl from Ipanema (1963)
- God Bless the Child (1941)
- Gone with the Wind (1937)
- Good Morning Heartache (1946)
- Goodbye Pork Pie Hat (1959)
- Groovin' High (1945)
- Have You Met Miss Jones? (1937)
- Here’s That Rainy Day (1953)
- Honeysuckle Rose (1929)
- Hot House (1945)
- How Deep Is the Ocean? (1932)
- How High the Moon (1940)
- How Insensitive (1963)
- How Long Has This Been Going On? (1928)
- I Can't Get Started (1936)
- I Can't Give You Anything But Love (1928)
- I Cover the Waterfront (1933)
- I Didn't Know What Time It Was (1939)
- I Fall in Love Too Easily (1944)
- I Got It Bad (and That Ain't Good) (1941)
- I Got Rhythm (1930)
- I Hear a Rhapsody (1941)
- I Let a Song Go Out of My Heart (1938)
- I Love You (1944)
- I Mean You (1946)
- I Only Have Eyes for You (1934)
- I Remember Clifford (1957)
- I Should Care (1944)
- I Surrender, Dear (1931)
- I Thought About You (1939)
- I Want to Be Happy (1925)
- If You Could See Me Now (1946)
- I'll Remember April (1941)
- I'm in the Mood for Love (1935)
- Impressions (1962)
- In a Mellow Tone (1939)
- In a Sentimental Mood (1935)
- In Your Own Sweet Way (1955)
- Indiana (1917)
- Invitation (1950)
- It Could Happen to You (1943)
- It Don't Mean a Thing (If It Ain't Got That Swing) (1932)
- It Might as Well Be Spring (1945)
- I've Found a New Baby (1926)
- Jitterbug Waltz (1942)
- Joy Spring (1954)
- Just Friends (1931)
- Just One of Those Things (1935)
- Just You, Just Me (1929)
- King Porter Stomp (1923)
- Lady Bird (1948)
- The Lady Is a Tramp (1937)
- Lady Sings the Blues (1956)
- Lament (1955)
- Laura (1945)
- Lester Leaps In (1939)
- Like Someone in Love (1944)
- Limehouse Blues (1921)
- Liza (1929)
- Lonely Woman (1959)
- Love for Sale (1931)
- Lover (1932)
- Lover, Come Back to Me (1928)
- Lover Man (1945)
- Lullaby of Birdland (1952)
- Lush Life (1948)
- Mack the Knife (1928)
- Maiden Voyage (1965)
- The Man I Love (1924)
- Manhã de Carnaval (1959)
- Mean to Me (1929)
- Meditation (1965)
- Memories of You (1930)
- Milestones (1958)
- Misterioso (1948)
- Misty (1954)
- Moment's Notice (1958)
- Mood Indigo (1930)
- More Than You Know (1929)
- Muskrat Ramble (1926)
- My Favorite Things (1959)
- My Foolish Heart (1949)
- My Funny Valentine (1937)
- My Old Flame (1934)
- My One and Only Love (1953)
- My Romance (1935)
- Naima (1960)
- Nardis (1958)
- Nature Boy (1948)
- The Nearness of You (1938)
- Nice Work If You Can Get It (1937)
- Night and Day (1932)
- A Night in Tunisia (1944)
- Night Train (1952)
- Now's the Time (1945)
- Nuages (1940)
- Oh, Lady Be Good! (1924)
- Old Folks (1938)
- Oleo (1954)
- On a Clear Day (1965)
- On Green Dolphin Street (1947)
- On the Sunny Side of the Street (1930)
- Once I Loved (1960)
- One Note Samba (1960)
- One O’Clock Jump (1937)
- Ornithology (1946)
- Our Love Is Here to Stay (1938)
- Out of Nowhere (1931)
- Over the Rainbow (1939)
- Peace (1959)
- The Peacocks (1977)
- Pennies From Heaven (1936)
- Perdido (1941)
- Poinciana (1936)
- Polka Dots and Moonbeams (1940)
- Prelude to a Kiss (1938)
- Rhythm-A-Ning (1957)
- ’Round Midnight (1944)
- Royal Garden Blues (1919)
- Ruby, My Dear (1947)
- St. James Infirmary (1928)
- St. Louis Blues (1914)
- St. Thomas (1955)
- Satin Doll (1953)
- Scrapple from the Apple (1947)
- Secret Love (1953)
- The Shadow of Your Smile (1965)
- Shine (1910)
- Skylark (1942)
- Smile (1936)
- Smoke Gets in Your Eyes (1933)
- So What (1959)
- Softly, as in a Morning Sunrise (1928)
- Solar (1954)
- Solitude (1934)
- Someday My Prince Will Come (1937)
- Someone to Watch Over Me (1926)
- Song for My Father (1965)
- The Song Is You (1932)
- Sophisticated Lady (1932)
- Soul Eyes (1957)
- Speak Low (1943)
- Spring Can Really Hang You Up the Most (1955)
- Spring Is Here (1938)
- Stardust (1927)
- Star Eyes (1943)
- Stella by Starlight (1944)
- Stolen Moments (1961)
- Stompin' at the Savoy (1933)
- Stormy Weather (1933)
- Straight No Chaser (1951)
- Struttin' with Some Barbecue (1925)
- Summertime (1935)
- Sweet Georgia Brown (1925)
- Sweet Lorraine (1928)
- 'S Wonderful (1927)
- Take Five (1959)
- Take the „A” Train (1939)
- Tea for Two (1924)
- Tenderly (1946)
- There Is No Greater Love (1936)
- There Will Never Be Another You (1942)
- These Foolish Things (1935)
- They Can't Take That Away from Me (1937)
- Things Ain't What They Used to Be (1942)
- Tiger Rag (1917)
- Time After Time (1947)
- Tin Roof Blues (1923)
- The Very Thought of You (1934)
- Waltz For Debby (1956)
- Watermelon Man (1962)
- Wave (1967)
- The Way You Look Tonight (1936)
- Well, You Needn't (1947)
- What Is This Thing Called Love? (1929)
- What's New? (1939)
- When the Saints Go Marching In (1938)
- Whisper Not (1956)
- Willow Weep for Me (1932)
- Yardbird Suite (1946)
- Yesterdays (1933)
- You Don't Know What Love Is (1941)
- You Go to My Head (1938)
- You Stepped Out of a Dream (1940)
- You'd Be So Nice to Come Home To (1943)